# Иодид алюминия
Иоди́д алюми́ния — неорганическое вещество с химической формулой {\displaystyle {\mathsf {AlI_{3}}}}. Относится к классу бинарных соединений, также может рассматриваться как соль алюминия и иодоводородной кислоты. Твердое вещество белого цвета с желтоватым оттенком.

## Физические свойства
Безводный иодид алюминия при нормальных условиях — белое кристаллическое вещество с гексагональной сингонией кристаллической решётки. Плавится и кипит без разложения, гигроскопичен. Образует кристаллогидрат состава {\displaystyle {\mathsf {AlI_{3}\cdot 6H_{2}O}}} светло-жёлтого цвета. Кристаллогидрат хорошо растворим в воде, растворим в этаноле, эфире, сероуглероде.

## Химические свойства
Иодид алюминия обладает следующими химическими свойствами.
- Реагирует с концентрированной серной кислотой:

{\displaystyle {\mathsf {8AlI_{3}\ +\ 15H_{2}SO_{4}\ \longrightarrow \ 4Al_{2}(SO_{4})_{3}\ +\ 12I_{2}\downarrow \ +\ 3H_{2}S\uparrow \ +\ 12H_{2}O}}}
- При поглощении влаги воздуха частично разлагается с образованием осно́вной соли, та же соль образуется при нагревании кристаллогидрата:

{\displaystyle {\mathsf {AlI_{3}\ +\ 2H_{2}O\ \longrightarrow \ Al(OH)_{2}I\ +2HI\uparrow }}}
{\displaystyle {\mathsf {AlI_{3}\cdot 6H_{2}O\ {\xrightarrow {>185^{\circ }C}}\ Al(OH)_{2}I\ +\ 2HI\ +\ 4H_{2}O}}}
- При нагревании раствора иодида алюминия выпадает осадок гидроксида алюминия:

{\displaystyle {\mathsf {AlI_{3}+\ 3H_{2}O\ \longrightarrow \ Al(OH)_{3}\downarrow \ +\ 3HI\uparrow }}}
- В газовой фазе при температуре выше 250 °C происходит частичная димеризация:

{\displaystyle {\mathsf {2AlI_{3}\ \rightleftarrows \ Al_{2}I_{6}}}}
- Кроме того, иодид алюминия обладает всеми свойствами, общими для растворимых солей алюминия:

- при растворении в воде происходит диссоциация, сопровождающаяся гидратацией и последующим многоступенчатым гидролизом катиона; при этом создаётся кислотная среда, в частности, для первой ступени гидролиза константа кислотности равна

{\displaystyle K_{a1}={\frac {\mathsf {[Al(H_{2}O)_{5}(OH)^{2+}]\ \cdot \ [H_{3}O^{+}]}}{\mathsf {[Al(H_{2}O)_{6}^{3+}]}}}=9,55\cdot 10^{-6}}
- с разбавленными щелочами образует осадок гидроксида алюминия, с концентрированными разлагается с образованием тетрагидроксоалюмината

{\displaystyle {\mathsf {AlI_{3}\ +\ 3OH^{-}\ \longrightarrow \ Al(OH)_{3}\downarrow \ +\ 3I^{-}}}}
{\displaystyle {\mathsf {AlI_{3}\ +\ 4OH^{-}\ \longrightarrow \ [Al(OH)_{4}]^{-}+\ 3I^{-}}}}

## Получение
Иодид алюминия может быть получен непосредственно реакцией порошкообразного алюминия и иода (для реакции необходимо небольшое количество воды в качестве катализатора — образующиеся при реакции иода с водой кислоты растворяют покрывающую алюминий оксидную плёнку, ускоряя реакцию):
{\displaystyle {\mathsf {2Al\ +\ 3I_{2}\ {\xrightarrow[{}]{H_{2}O}}2AlI_{3}}}}
Реакция йодостоводородной кислота с алюминий
\mathsf{8HI\ +\Al\xrighta

## Применение
Иодид алюминия используется в органическом синтезе в качестве катализатора для разрыва определенных типов связей C — O и N — O. Он расщепляет ариловые эфиры и разлагает эпоксиды. Его также можно использовать для получения йодированных органических соединений.

## Токсичность
Иодид алюминия токсичен, способен вызывать ожоги кожи и слизистых оболочек (глаз, органов дыхания, ЖКТ). Может вызывать аллергические реакции.